# William Clark
William Clark, ameriški raziskovalec, vojak, indijanski agent in teritorialni guverner, * 1. avgust 1770, † 1. september 1838
Rodil se je v Virginiji, nato odraščal v Kentuckyju, kasneje pa se je naselil v zvezni državi Missouri. Clark je bil plantažnik in sužnjelastnik.
Skupaj z Meriwetherjem Lewisom je Clark od 1803 do 1806 vodil Lewisovo in Clarkovo odpravo
čez ti. Louisianski nakup do Tihega oceana in zahteval pacifiški severozahod za Združene države. Pred odpravo je služil v milici in armadi Združenih držav. Nato je služil v milici in kot guverner ozemlja Missouri. Od leta 1822 do svoje smrti leta 1838 (starost 68 let) je služil kot nadzornik indijanskih zadev.

## Drugi viri
- The Journals of Lewis and Clark Arhivirano 2010-03-08 na Wayback Machine., hypertext, American Studies at the University of Virginia.
- The Journals of William Clark Arhivirano 2014-01-14 na Wayback Machine., Missouri History Museum
- Biography Arhivirano 2008-03-23 na Wayback Machine. from Indiana Historical Bureau
- William Clark—View Videos
- Lewis and Clark Arhivirano 2015-01-07 na Wayback Machine. at C-SPAN's American Writers: A Journey Through History